# Frontinella zhui
Frontinella zhui là một loài nhện trong họ Linyphiidae.
Loài này thuộc chi Frontinella. Frontinella zhui được Li & Da-xiang Song miêu tả năm 1993.